# Yggdrasil
För andra betydelser, se Yggdrasil (olika betydelser).

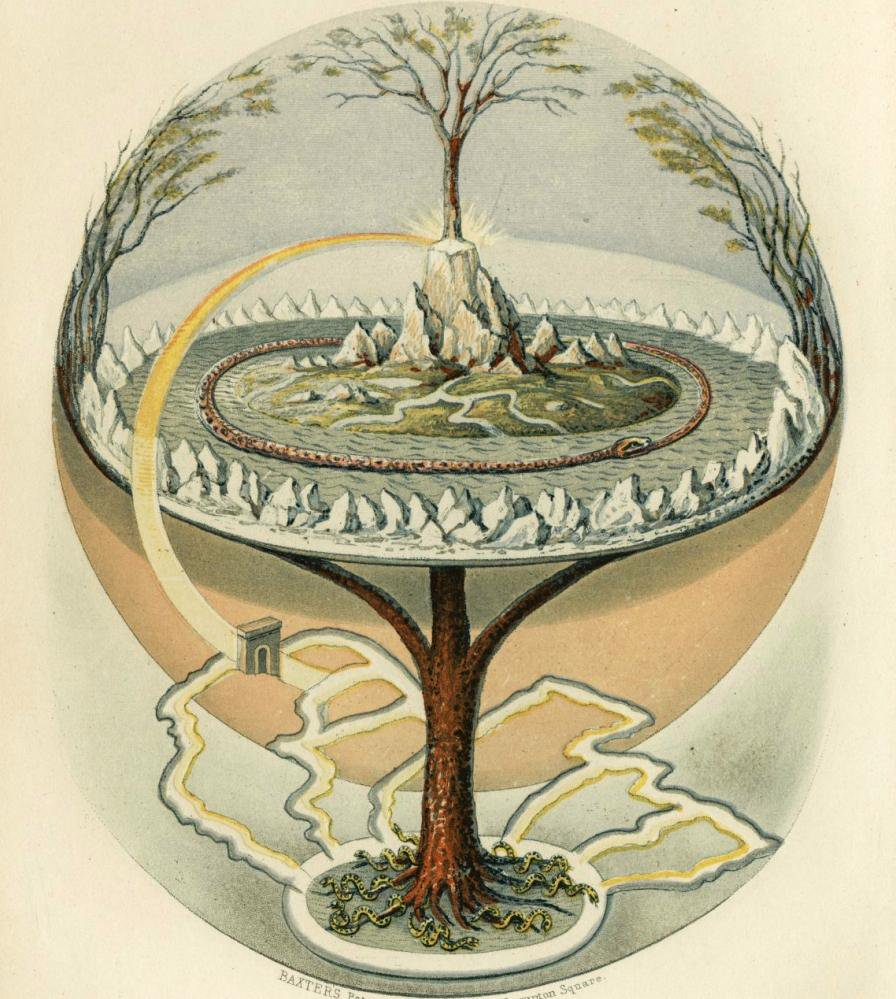
Världsträdet målad som "världsaxel" (latin: axis mundi).

Yggdrasil eller Yggdrasel (fornnordiska: Yggdrasill) är enligt Poetiska  och Prosaiska Eddan namnet på världsträdet i den fornnordiska mytologin, en ofattbart stor ask som står i mitten av världen. Från grenarna som sträcker sig över hela världen och upp i himlen faller dagg över världen.
Trädet har tre huvudsakliga rötter vilka vardera leder till olika delar av världen: en till människornas och gudarnas hemvist, Midgård, en till jättarnas hemvist, Jotunheim, och en till Hels hemvist, dödsriket Nifelhem. Under var rot finns även en brunn belägen: Urds brunn, Mimers brunn och Vergelmer. Den förstnämnde är asagudarnas heligaste tingsplats, där de dagligen samlas och diskuterar.
Trädet kallas även "Mimerträdet" (Mimameiðr), ”Mimers träd”, i jättevärlden beskrivet som en ek. Det kan även vara besläktat med Lärad, ett annat mytologiskt träd, då ett barrträd.

## Etymologi
Namnet Yggdrasil betyder ungefär ”förskräckliga stormgudens häst”, av Ygg, ett binamn på Oden, och fornisländska drasill, häst Det var i Yggdrasil som Oden offrade sig själv genom hängning för att lära sig runornas hemlighet. I Hávamál berättas att den sårade Oden hängde i nio dagar. Möjligen är namnet Yggdrasil en kenning som syftar på denna hängning. Vid Ragnarök kommer Yggdrasil att skälva och stöna men trots allt förbli stående.
Namnet Mimameiðr är en sammansättning av Mimer, en jätte, och meiðr, som betyder ”mede”, fast då i betydelsen träd, kraftig trästång eller stock.

## Beskrivning
Under var och en av trädets rötter finns en brunn. Under den första roten ligger Urdarbrunnen (”ödesbrunnen”) där gudarna håller sina ting, under den andra Mimers brunn, visdomens och kunskapens källa, och under den tredje föds älven Vergelmer. De tre nornorna Urd, Skuld och Verdandi bor vid asken Yggdrasils rötter, invid Urdarbrunnen, där de hämtar det vatten och den vita sand med vilka de sedan översköljer Yggdrasils rötter för att hindra dess stam och grenar att vissna.
I Yggdrasils krona lever fyra hjortar, Dain, Dvalin, Duneyr och Duratror, som betar av trädets blad. I toppen sitter örnen Räsvelg som har höken Väderfölne (Veðrfölnir) placerad mellan ögonen. Örnen skapar vind genom att slå med vingarna. Där finns också tuppen Gullinkambe (Viðofnir) eller Gyllenkam som håller reda på natt och dag.
Ekorren Ratatosk springer upp och ned för trädets stam och agerar budbärare mellan örnen och draken (eller lindormen) Nidhögg (Niðhöggr) vid trädets rot; Räsvelg och Nidhögg ligger i ständig fejd med varandra och är själva inte på talfot med varandra. Nidhögg gnager på Yggdrasils rötter (enligt vissa källor tillsammans med många andra ormar), och på Valhalls tak står hjorten Eiktyrner (Eikþyrnir), tre andra hjortar och geten Heidrun och gnager på dess lövverk.
Trädet står alltid grönt, eftersom nornorna som bor under dess grenar vattnar det med vatten ur Urdarbrunnen.

## Träd i andra mytologier
Yggdrasil är asagudarnas världsträd, och ett liknande världsträd, Gaokerena ("livets träd") förekommer i iransk tradition.
Även i mayansk mytologi förekommer ett världsträd.
I asiatiska myter finns trädet som heligt kultföremål i en mängd inkarnationer. Buddha blev upplyst medan han satt under ett banjanträd.
I Bibelns skapelseberättelse omtalas att Herren Gud lät alla slags träd växa upp ur marken i Edens trädgård, både sådana som var vackra att se på och sådana som var goda att äta av. Två träd i trädgårdens mitt omnämns särskilt, där det ena är Kunskapens träd och det andra Livets träd (1 Mos. 3:22).
I Koranen (sura 20:120-121) äter Adam och hans hustru av det eviga livets träd. De blev därvid medvetna om sin nakenhet och försökte skyla sig med hopfästade blad från lustgården. 

## Attestering
Yggdrasil anses vara broderad på en av bildfrekvenserna på Överhogdalstapeten från Jämtland som daterats till någonstans mellan 1040 och 1050 e.Kr.